# Élection gouvernorale komie de 2020
L'élection gouvernorale komie de 2020 a lieu le 13 septembre 2020 afin d'élire le gouverneur de la République des Komis, l'une des 22 républiques de la fédération de Russie. Vladimir Ouïba l'emporte dès le premier tour.

## Contexte
Initialement prévue pour 2021, le scrutin a lieu de manière anticipée, le gouverneur sortant Sergueï Gaplikov ayant été poussé à la démission à la suite de son échec à gérer la pandémie de Covid-19 qui touche la région. Gaplikov était fragilisé politiquement depuis plus d'un an à la suite de la découverte fortuite par des chasseurs de la mise en place d'une gigantesque décharge publique près de la gare de Chies, reportée sine die sous la pression de la population.
Le président de la fédération russe, Vladimir Poutine, nomme l'ancien directeur de l'agence fédérale biomédicale Vladimir Ouïba gouverneur par intérim. Ce dernier parvient à redresser la situation sanitaire, tout en se distançant du projet de décharge

## Système électoral
Le gouverneur est élu au scrutin uninominal majoritaire à deux tours pour un mandat de cinq ans. Est déclaré élu le candidat ayant recueilli au premier tour la majorité absolue du total des suffrages, y compris les votes blancs et nuls. À défaut, les deux candidats arrivés en tête s'affrontent au second tour, et celui recueillant le plus de voix l'emporte.

## Résultats
| Candidats                | Candidats                | Partis                                 | Votes   | %     |
| ------------------------ | ------------------------ | -------------------------------------- | ------- | ----- |
|                          | Vladimir Ouïba           | Indépendant                            | 145 070 | 73,16 |
|                          | Andreï Nikitine          | Parti libéral-démocrate                | 21 496  | 10,84 |
|                          | Sergueï Ponomarev        | Parti communiste de la justice sociale | 11 362  | 5,73  |
|                          | Viktor Betekhtine        | Alternative verte                      | 11 322  | 5,71  |
|                          | Votes blancs ou nuls     | Votes blancs ou nuls                   | 9 037   | 4,56  |
|                          |                          |                                        |         |       |
| Votes valides            | Votes valides            | Votes valides                          | 189 250 | 95,44 |
| Votes blancs ou nuls     | Votes blancs ou nuls     | Votes blancs ou nuls                   | 9 037   | 4,56  |
| Total                    | Total                    | Total                                  | 198 287 | 100   |
| Abstention               | Abstention               | Abstention                             | 459 987 | 69,88 |
| Inscrits / participation | Inscrits / participation | Inscrits / participation               | 658 274 | 30,12 |